# جوزيف كريست
جوزيف كريست (بالألمانية: Josef Christ) هو طبيب وطبيب أسنان ألماني من فيسبادن. ولد في عام 1871 وتوفي في عام 1948.
يعد أول من وصف مرض خلل التنسج الأديمي الظاهر ناقص التعرق والذي يسمى أيضا بمتلازمة كريست سيمنز تورين، حيث تحمل اسمه بالإضافة إلى اسمي طبيب الأمراض الجلدية الألماني هرمان فرنر سيمنز وطبيب الأمراض الجلدية الفرنسي ألبرت تورين.